# Kino Širák

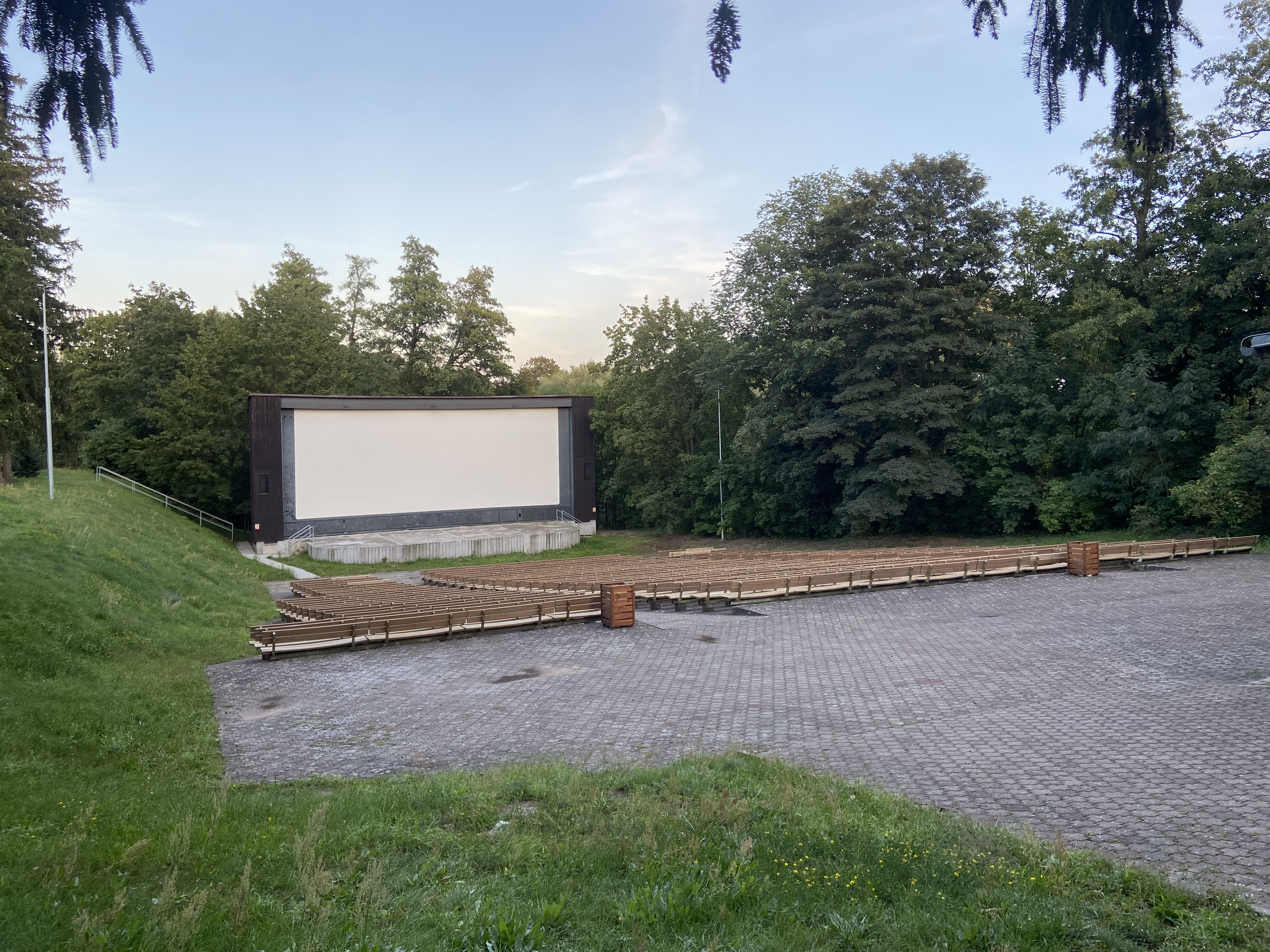
Kino Širák v roce 2024

Letní kino Širák (dříve také Letní kino Mír) je letní kino v Hradci Králové. Nachází se na Orlickém nábřeží.

## Historie
Na místě dnešního letního kina se nacházely zemní pevnostní valy královéhradecké barokní pevnosti. Kino bylo na místě koliště kavalíru XII postaveno v první polovině 20. století. Od roku 1950 se zde pořádal Filmový festival pracujících. V této době údajně dokázalo pojmout přibližně 7 000 návštěvníků. Pro potřeby promítání širokoúhlých filmů bylo kino brigádnicky přestavěno a vybaveno širokoúhlou technologií 70 mm. Roku 1977 bylo podle plánů ing. J. Hlouška kino přestavěno a byla zesílena nosná ocelová konstrukce.
Roku 2004 zanikl provozovatel Filmcentrum p.o. a novým majitelem kina se stala Hradecká kulturní a vzdělávací společnost s.r.o.. V tomto roce bylo také přejmenováno na Letní kino Širák. V roce 2013 bylo digitalizováno. Digitalizace kina stála 1,88 milionu Kč.

## Současnost
Kino funguje i v současnosti (2024). V areálu se nachází restaurace a celé kino je bezbariérové. Kromě promítání filmů nabízí i pořádání koncertů. Každoročně také hostí hudební festival Na jednom břehu.